# Vierden
Vierden ist eine Gemeinde im Landkreis Rotenburg (Wümme) in Niedersachsen. Neben dem Hauptort Vierden gehören auch die Orte Groß- und Klein-Ippensen, Ramshausen und Nüttel zur Gemeinde.

## Geographie

### Geographische Lage
Vierden liegt auf der Stader Geest. Der sandige und lehmige Boden ist durch die letzte Eiszeit entstanden. Die Landschaft Vierdens macht häufig einen sehr weitläufigen Eindruck, da die Ortsteile zum Teil weit auseinander liegen und sich dazwischen weite Feldmark befindet. Zwei Moore begrenzen das Gemeindegebiet im Norden und Osten. Die Ramme und der Kuhbach durchfließen die Gemeinde. 

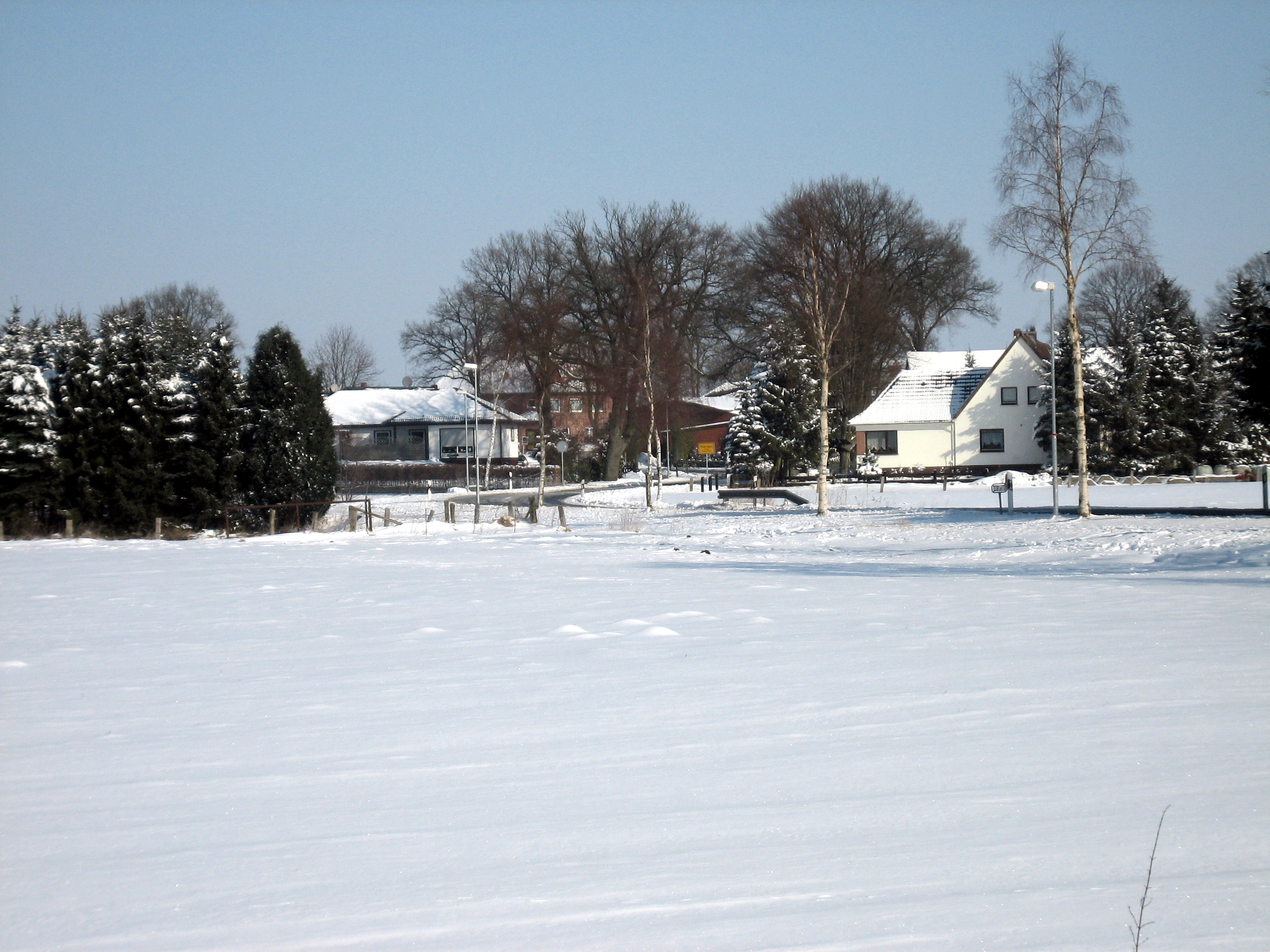
Vierdener Ortseinfahrt von Osten

### Nachbargemeinden
| Ahlerstedt      | Ahlerstedt                                  | Wohnste, Sauensiek      |
| Heeslingen      | Kompassrose, die auf Nachbargemeinden zeigt | Lengenbostel, Sittensen |
| Klein Meckelsen | Sittensen                                   | Lengenbostel            |

## Geschichte

### Ortsname
Der Ortsname Vierden leitet sich entweder von viert, was Heidefläche bedeutet, oder von vir ab, was Urheide in Waldfläche bedeutet.

### Ortsgeschichte

#### Vierden
Vierden wurde in der Zeit zwischen 1015 und 1028 in der ältesten Bischofsurkunde von Verden erwähnt. In ihr wurden Angaben über die Einkünfte des Diakons gemacht, die er aus 15 Orten, darunter Vierden, hatte.
1375 besaß das Kloster Buxtehude alle Zehnten Vierdens. In dieser Zeit bestand der Ort aus vier Bauernhöfen.
Um 1500 bestand der Ort aus sechs Bauernhöfen und dem Schulteschen Gut, das bereits 1358 errichtet wurde. Besitzer war Gerlach Schulte, Burgmann auf der Horneburg, Docht, Rat und Amtmann. Er wurde sesshaft in Vierden und errichtete hier eine Burg mit Burggraben und Wehrturm. Diese wurde aber 1508 von Soldaten des Erzbischofs Johann Rode in Brand gesteckt, zerstört und Schulte wurde gefangen genommen, da er den Handel zwischen Buxtehude und Stade „behindert“ haben soll. Das Gut wurde weiter in direkter Linie vererbt; erst 1751 wurde es als Witwensitz aufgekauft.
Um 1870 wurden die Zehnten erlassen. Der Ort vergrößerte sich; es entstanden neue Siedlerstellen. Im Jahr 1900 bestand Vierden aus 35 und Ippensen aus 17 Höfen. In den 1920er Jahren wurde die Dorfstraße erneuert.
Nach dem Zweiten Weltkrieg stieg die Einwohnerzahl wegen der Heimatvertriebenen von 246 vor dem Krieg auf 500 im Jahr 1950 an. In den 1950er und 1960er Jahren wurden die Straßen in Vierden asphaltiert. 1967 entstand in Ramshausen eine 15 ha große Wochenendhaussiedlung.
Die Vierdener Mühle von 1866 stellte ihren Betrieb 1972 nach über 100 Jahren ein. In den 1990er Jahren schloss auch die Dorfkneipe.
Die erste Schule wurde 1602 erbaut. Sie war die zweite in der Börde Selsingen. Nach Umbauarbeiten wurde sie 1966 endgültig geschlossen.
2000 wurde ein Neubaugebiet in Vierden ausgewiesen.

#### Ippensen
Die erste urkundliche Erwähnung von Ippensen erfolgte 1335 in einem Güterverzeichnis des Buxtehuder Klosters.

### Eingemeindungen
Am 1. März 1974 wurde die Nachbargemeinde Ippensen eingegliedert.

### Religion
Vierden ist evangelisch-lutherisch geprägt und gehört zum Kirchspiel der Kirche St. Dionysius in Sittensen.

## Politik

### Gemeinderat
Der Rat der Gemeinde Vierden setzt sich aus neun Mitgliedern zusammen. Die Ratsmitglieder werden durch eine Kommunalwahl für jeweils fünf Jahre gewählt.
Die vergangenen Gemeinderatswahlen ergaben folgende Sitzverteilungen:
| Wahljahr | CDU                                                                                                | SPD | FLV | WFB | Gesamt  |
| -------- | -------------------------------------------------------------------------------------------------- | --- | --- | --- | ------- |
| 2021     | 5                                                                                                  | 1   | 3   | –   | 9 Sitze |
| 2016     | 5                                                                                                  | 2   | –   | 1   | 9 Sitze |
|          | __________________________ FLV: Freie Liste Gemeinde Vierden WFB: Wählergemeinschaft Freier Bürger |     |     |     |         |

### Wappen
| Wappen von Vierden | Blasonierung: „In Grün mit silbernem (weißem) Schildfuß; über allem eine silberne (weiße) Burganlage mit zwei, durch Mauern verbundenen Nebengebäuden; das Hauptgebäude mit Vorbau, darin ein Tor mit goldenem (gelbem) Fallgatter, dieses belegt mit einem kleinen von Silber (Weiß) und Rot-Silber (Weiß) geschachten, geteilten Schild über einer an Ketten befestigten offenen goldenen (gelben) Zugbrücke; auf dem Dach eine Gaube, darin eine goldene (gelbe) Glocke.“ |
| Wappen von Vierden | Wappenbegründung: Das Wappen erinnert an die Burg der Gemeinde Vierden. Der kleine Schild zeigt das Wappen des ehemaligen Burgmanns Gerlach Schulte. |

## Kultur und Sehenswürdigkeiten
Die von Eichen gesäumte Hauptstraße ist von sanierten niederdeutschen Hallenhäuser geprägt.
- Wohn- und Wirtschaftsgebäude Dorfstraße 30 von 1851 in Fachwerk mit Krüppelwalm

### Vereine
- Freiwillige Feuerwehr Vierden
- Freiwillige Feuerwehr Ippensen
- SV Ippensen
- Landfrauenverein Vierden/Ippensen

## Wirtschaft und Infrastruktur

### Wirtschaft
Die Gemeinde ist durch die Landwirtschaft geprägt. In Vierden befindet sich ein Reiterhof, der sich auf die Zucht von Islandpferden spezialisiert hat.
Heute gibt es acht Voll- und Nebenerwerbsbetriebe in Vierden.

### Verkehr
Die Gemeinde liegt fünf Kilometer nordwestlich der A 1 und ist über die K 139 an die Autobahnanschlussstelle Sittensen angebunden.